# Maria Poezzhaeva
Maria Vasilevna Poezzhaeva (em russo:  Мария Васильевна Поезжаева, também tr. Mariya Vasilyevna Poezzhaeva; Perm, 3 de março de 1989) é uma atriz russa de teatro e cinema. Ela teve papéis principais em Corrections Class (2014) e He's a Dragon (2015).

## Biografia
Maria Poezzhaeva nasceu em Perm, Oblast de Perm, RSFS russa, União Soviética (agora Krai de Perm, Rússia). Quando criança, ela estudou patinação artística no palácio esportivo "Eaglet". Ela se formou na escola Perm No. 124 com uma medalha. Depois de se formar, tentou ingressar na escola de teatro de São Petersburgo e depois em Moscou, mas em ambas as ocasiões não teve sucesso.
Ela voltou para Perm, onde continuou seus estudos. Ela foi novamente para Moscou e foi aceita como estudante na Escola de Teatro de Arte de Moscou. Enquanto estava na escola, ela atuou em "The Hero of Our Time".
Em 2012 ela se formou na Escola de Teatro de Arte de Moscou (curso de K. Serebrennikov). Após a formatura, ela atuou no Teatro de Arte de Moscou A.P. Chekhov nas produções de "Fairies" e "Skylark". Mais tarde, ela se tornou atriz no Gogol Center.

## Carreira
Seu trabalho no cinema começou em 2010. Ela desempenhou o papel de Liza na série Voices. Depois, houve pequenos papéis em Kamenskaya (sexta temporada, 2011). Além disso, ela teve papéis em Last summer in Chulimsk (Sergey Bezrukov tornou-se parceiro de filmagem). Em 2014, ela teve um papel principal no filme Corrections Class. Em 2015, Maria estrelou com Matvey Lykov o filme de fantasia romântica He's a Dragon.

## Filmografia
| Ano  | Título                           | Papel                     | Notas            |
| ---- | -------------------------------- | ------------------------- | ---------------- |
| 2010 | Voices                           | Liza in childhood         | Série de TV      |
| 2011 | Kamenskaya-6                     | Zlata Kalinina            | Série de TV      |
| 2013 | Last summer in Chulimsk          | Valentina                 |                  |
| 2013 | Мотыльки (Inseparable)           | Аля (Alya)                | Filme            |
| 2014 | Corrections Class                | Lena Chekhova             |                  |
| 2014 | Smiley                           | Anyuta                    |                  |
| 2015 | He's a Dragon {I Am Dragon}      | Princesa Miroslava "Mira" |                  |
| 2016 | The crisis of tender age         | Shura Ermakova            | Minissérie de TV |
| 2018 | VMayakovsky                      | Veronika Polonskaya       |                  |
| 2019 | Sober Driver                     | garota ativista           |                  |
| 2021 | The Pilot. A Battle for Survival | Zina                      |                  |

## Prêmios
- Pacific Meridian Film Festival - 2014: Melhor Atriz (Last summer in Chulimsk)[10]